# Emilio Cordero
Emilio Cordero (Priocca, 2 aprile 1917 – Ariccia, 28 agosto 2010) è stato un presbitero, regista e produttore cinematografico italiano.

## Biografia
Nome completo Emilio Ilario Cordero. Nel febbraio 1932 entrò a far parte dei Paolini. Dopo la seconda guerra mondiale diventò il responsabile della Sanpaolo Film, per la quale produsse e diresse diversi documentari e tre film a soggetto dal 1946 al 1950, il terzo dei quali, Mater Dei, è il primo lungometraggio a colori girato in Italia col sistema Ansco Color (derivato dalla tedesca Agfa Color), che ha preceduto di due anni Totò a colori (girato in Ferraniacolor), anche se la pellicola, come tutte le altre, ebbe distribuzione limitata alle sale parrocchiali. Dal 1956 ha ricoperto l'incarico di direttore della Società Cinematografica Cattolica, producendo dal 1963 un ciclo di storie basate sul Vecchio Testamento girate in Sardegna (tra le quali Giacobbe, l'uomo che lottò con Dio diretto da Marcello Baldi nel 1965). L'ultimo suo lavoro fu il coordinamento per la Rai al celebre film televisivo Le avventure di Pinocchio diretto da Luigi Comencini. È morto ad Ariccia all'età di 93 anni.

## Filmografia

### Regista
- Inquietudine (1946)
- Il piccolo ribelle (1946) anche sceneggiatura
- Mater Dei (1950) anche sceneggiatura

### Produttore
- Il figlio dell’uomo di Virgilio Sabel (1954)
- Saul e David di Marcello Baldi (1965)
- Giacobbe, l'uomo che lottò con Dio di Marcello Baldi (1965)